# Eli Lilly and Company
Lilly ou Eli Lilly (no Brasil  Eli Lilly do Brasil Ltda) é uma empresa farmacêutica com sede na cidade de Indianápolis, estado de Indiana nos EUA, fundada em 1876 pelo farmacêutico Eli Lilly.

## História
Desde muito cedo na história da Lilly, seus fundadores criaram uma das primeiras organizações de pesquisa da indústria farmacêutica e ao longo dos próximos 130 anos, construiu uma sólida reputação de inovação, que inclui a primeira insulina comercial do mundo; a produção em massa da vacina contra a poliomielite; importantes antibióticos; a revolução no tratamento da depressão com o Prozac; o primeiro produto decorrente da biotecnologia em todo o mundo; e - mais recentemente - uma ampla linha de medicamentos inovadores que incluem Zyprexa (para Esquizofrenia e distúrbio bipolar), Cialis (para disfunção erétil) Xigris (para sepse grave), Alimta (para o Câncer), Cymbalta (pra transtorno depressivo maior), Evista (para Osteoporose/osteopenia), entre outros.
Os produtos são comercializados em 143 países e 19% do valor das vendas globais são investidos em pesquisa e desenvolvimento de novos produtos e estudos clínicos em mais de 70 países.

### Polêmica no Brasil
Em 24 de abril de 2018, a 6ª Câmara do TRT da 15ª Região condenou em 2ª instância as empresas Eli Lilly do Brasil Ltda. e Antibióticos do Brasil Ltda. (ABL) ao pagamento de indenizações que totalizavam R$ 500 milhões, em decorrência da contaminação de solo e de trabalhadores por substâncias tóxicas e metais pesados em uma fábrica de medicamentos em Cosmópolis, a 140 km de São Paulo.
Em setembro de 2020, as empresas foram obrigadas a cumprir imediatamente parte da sentença, o que culminou no fechamento de áreas apontadas como lesivas à saúde dos trabalhadores e a proibição de enterrarem em suas unidades industriais os resíduos líquidos e sólidos resultantes dos processos fabris. 

## Medicamento para covid-19
Em 30 de março de 2021, a empresa pediu à Anvisa a liberação para uso emergencial no Brasil de um medicamento  para tratar covid-19 que era um combinado dos medicamentos biológicos banlanivimabe e etesevimabe. 

A FDA dos Estados Unidos havia dado a liberação em fevereiro. 